# Международный конкурс имени П. И. Чайковского
Междунаро́дный ко́нкурс и́мени П. И. Чайко́вского — конкурс академических музыкантов, проводимый с 1958 года с периодичностью раз в 4 года в Москве. В 2006 году было принято решение отложить проведение XIII конкурса на год, чтобы отреставрировать Большой зал консерватории и развести конкурс с другим масштабным событием — чемпионатом мира по футболу.
Конкурс имеет статус молодёжного, поскольку предельный возраст участников ограничен тридцатью двумя годами. Финальные прослушивания участников конкурса проводятся в Большом зале Московской консерватории. 
Первый конкурс им. Чайковского проводился по двум специальностям: фортепиано и скрипка. Со второго конкурса (1962 год) введена специальность виолончель, с третьего (1966 год) — вокал, а с шестнадцатого (2019) — медные и деревянные духовые инструменты.

В 1971 году конкурс стал членом Всемирной федерации международных музыкальных конкурсов (WFIMC). В 1996 году временно исключался из организации за неуплату взносов. В апреле 2022 года был исключён в связи с вторжением России на Украину. В заявлении федерации отмечается, что она «не может поддерживать состязание, финансируемое российским режимом и используемое им как рекламный инструмент». Из 116 конкурсов — членов организации, 114 проголосовали за это решение.

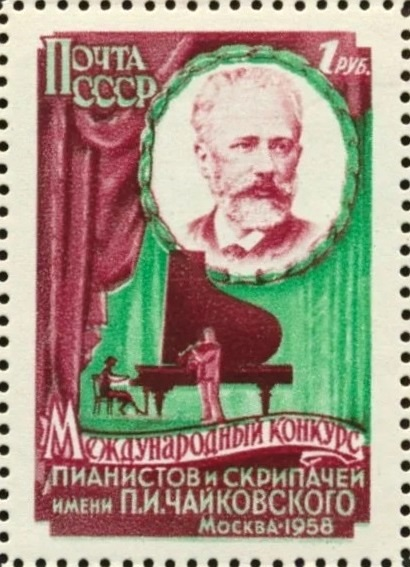
Почтовая марка СССР 1958 года, посвящённая I Международному конкурсу имени П. И. Чайковского. На марке изображено выступление пианистки и скрипача, портрет П.И. Чайковского
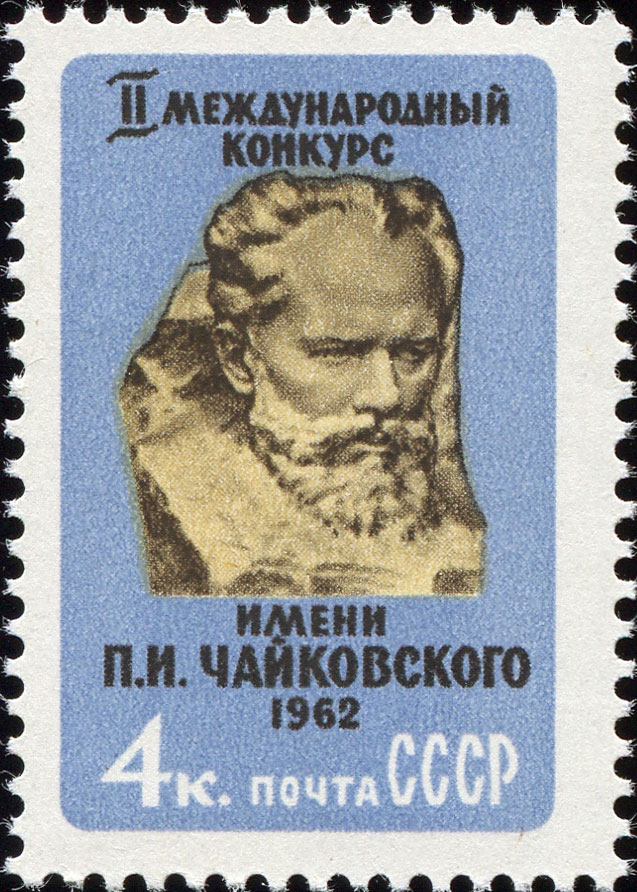
Почтовая марка СССР 1962 года, посвящённая II Международному конкурсу имени П. И. Чайковского. Портрет П. И. Чайковского (по скульптуре З. Виленского, 1947).
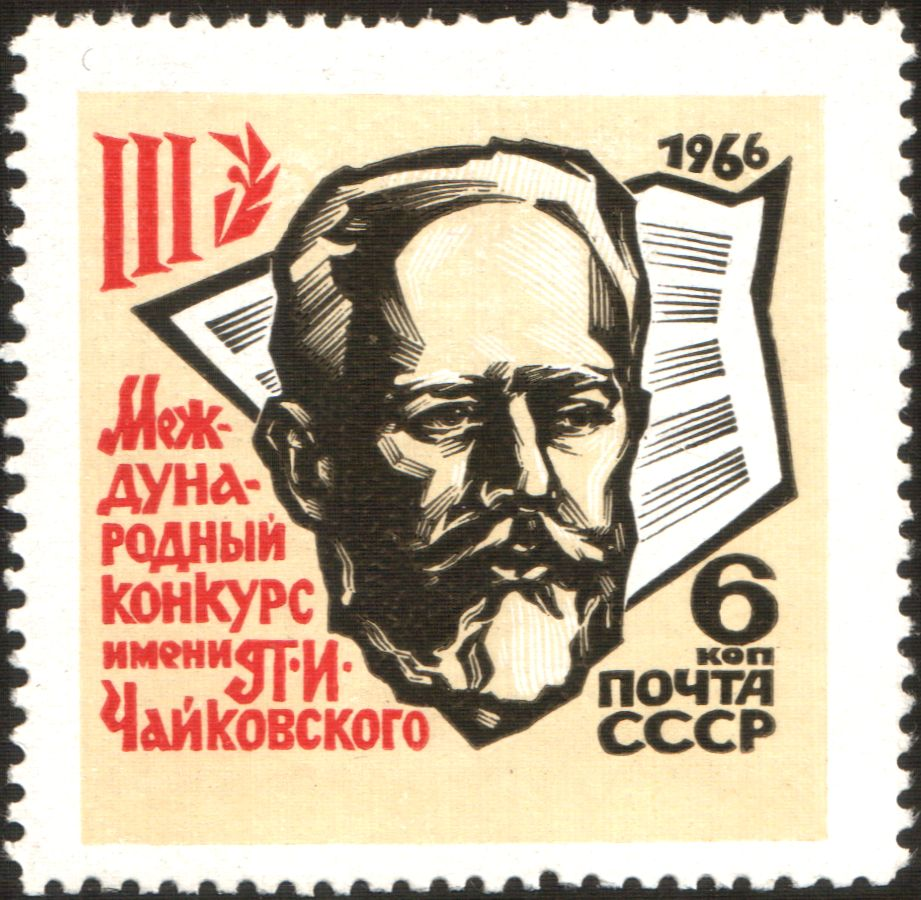
Почтовая марка СССР 1966 года, посвящённая III Международному конкурсу имени П. И. Чайковского.
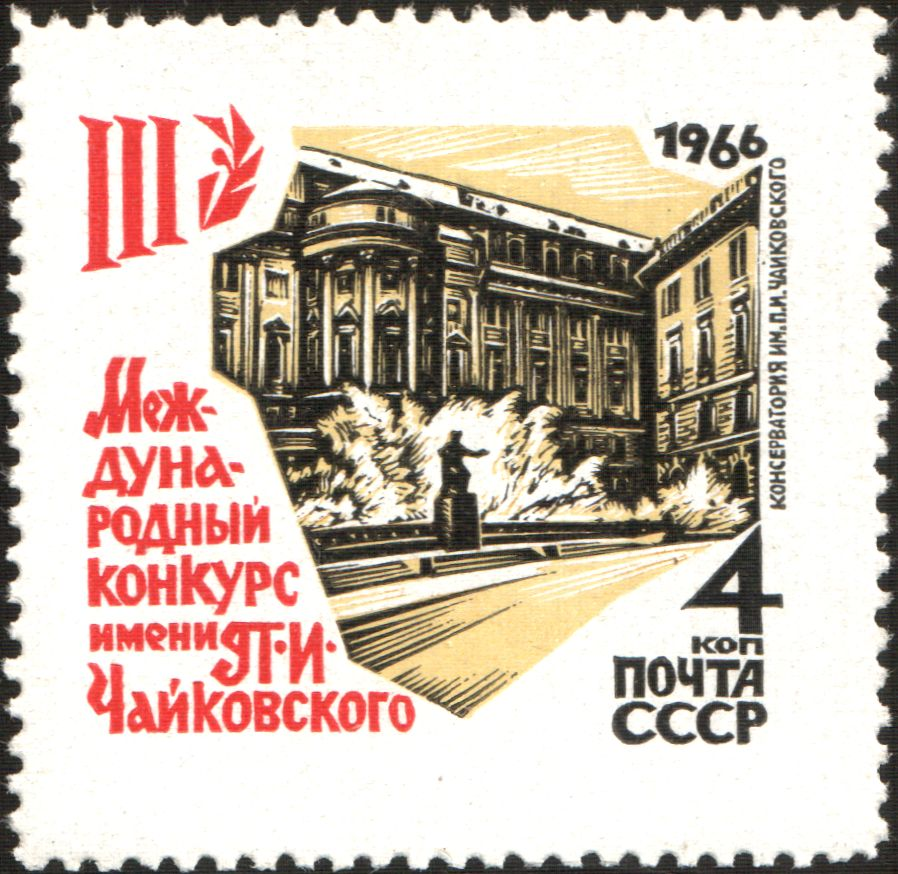
Почтовая марка СССР 1966 года, посвящённая III Международному конкурсу имени П. И. Чайковского. Консерватория им. П.И.Чайковского
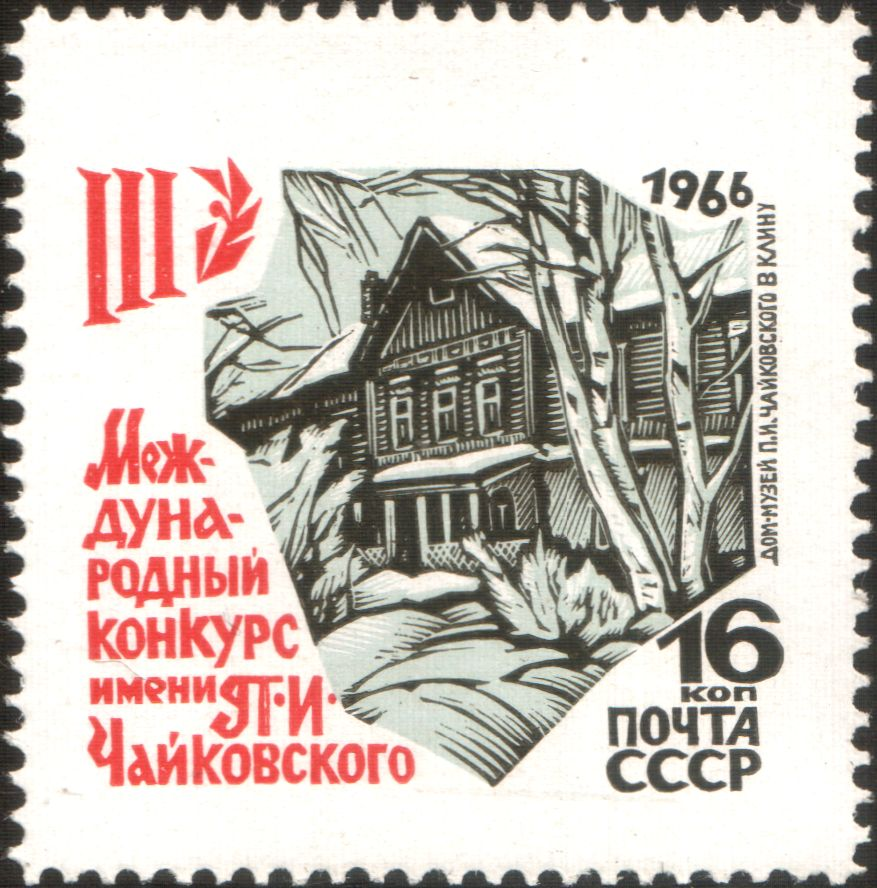
Почтовая марка СССР 1966 года, посвящённая III Международному конкурсу имени П. И. Чайковского. Дом-музей П.И.Чайковского в Клину
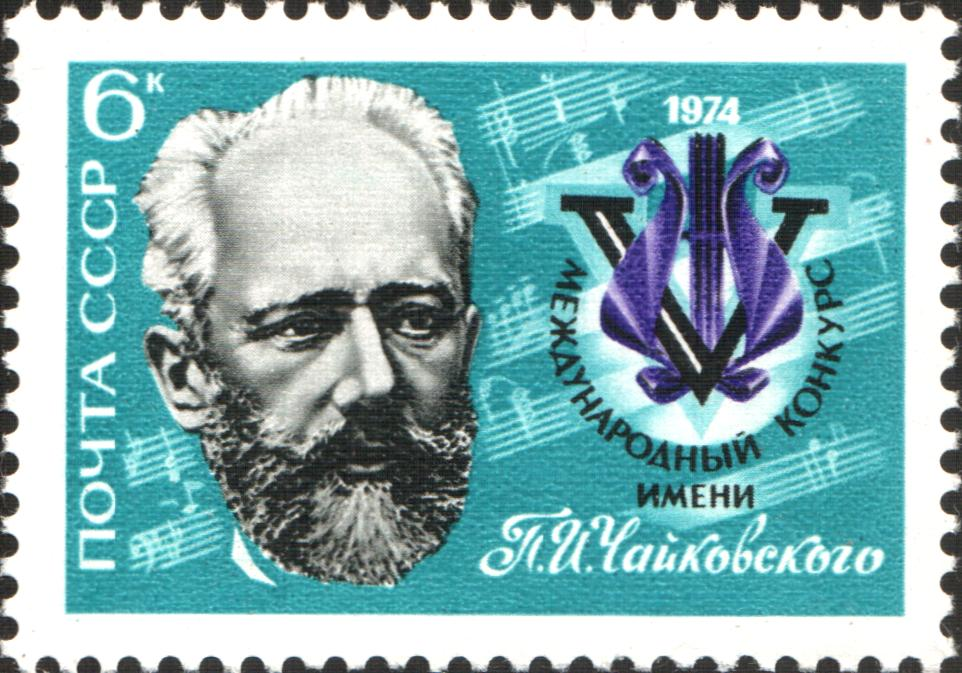
Почтовая марка СССР 1974 года, посвящённая V Международному конкурсу имени П. И. Чайковского. На марке изображён портрет П. И. Чайковского, лира, ноты баркаролы «Июнь» из цикла «Времена года» (ЦФА [АО «Марка»] № 4356).

## Лауреаты конкурса им. Чайковского

### Фортепиано
| Год проведения | Первая премия                                      | Вторая премия                                                                        | Третья премия                                                             | Четвёртая премия                                    | Пятая премия                                      | Шестая премия                                        | Седьмая премия                                 | Восьмая премия                                       |
| -------------- | -------------------------------------------------- | ------------------------------------------------------------------------------------ | ------------------------------------------------------------------------- | --------------------------------------------------- | ------------------------------------------------- | ---------------------------------------------------- | ---------------------------------------------- | ---------------------------------------------------- |
| 1958           | Ван Клиберн США                                    | Лев Власенко СССР · Лю Шикунь Китай                                                  | Наум Штаркман СССР                                                        | Эдуард Миансаров СССР                               | Милена Моллова Болгария                           | Надя Гедда-Нова Франция                              | Тоёаки Мацуура Япония                          | Дэниэл Поллак США                                    |
| 1962           | Владимир Ашкенази СССР · Джон Огдон Великобритания | Сьюзен Старр США · Инь Чэнцзун Китай                                                 | Элисо Вирсаладзе СССР                                                     | Марина Мдивани СССР                                 | Валерий Камышов СССР                              | Кристиан Бийо Франция · Алексей Наседкин СССР        |                                                |                                                      |
| 1966           | Григорий Соколов СССР                              | Миша Дихтер США                                                                      | Виктор Ересько СССР                                                       | Александр Слободяник СССР · Георгий Сирота СССР     | Эдуард Ауэр США · Джеймс Дик США                  | Франсуа Жоэль Тиойе Франция · Петер Резель ГДР       | Андре де Гроот Бельгия                         | Ален Этьен Карнесекка Франция · Бруно Ригутто Италия |
| 1970           | Владимир Крайнев СССР · Джон Лилл Великобритания   | Орасио Гутьеррес Куба                                                                | Артур Морейра-Лима Бразилия · Виктория Постникова СССР                    | Аркадий Севидов СССР                                | Джеймс Токко США                                  |                                                      |                                                |                                                      |
| 1974           | Андрей Гаврилов СССР                               | Станислав Иголинский СССР · Чон Мён Хун Республика Корея                             | Юрий Егоров СССР                                                          | Этери Анджапаридзе СССР · Андраш Шифф Венгрия       | Дмитрий Алексеев СССР                             | Дэвид Лайвли США · Брижит Анжерер Франция            |                                                |                                                      |
| 1978           | Михаил Плетнёв СССР                                | Паскаль Девуайон Франция · Андре Лаплант Канада                                      | Николай Демиденко СССР · Евгений Рывкин СССР                              | Теренс Джадд Великобритания · Борис Петров СССР     | Кристиан Блэкшоу Великобритания                   | Наум Груберт СССР                                    |                                                |                                                      |
| 1982           | Премия не присуждена                               | Питер Донохоу Великобритания · Владимир Овчинников СССР                              | Митиэ Кояма Япония                                                        | Дмитрий Гайдук СССР · Калле Рандалу СССР            | Мария Ровена Ариетта Филиппины                    | Нино Кереселидзе СССР · Майкл Хьюстон Новая Зеландия | Джеймс Барбагалло США · Эмма Тахмизян Болгария |                                                      |
| 1986           | Барри Дуглас Великобритания                        | Наталья Трулль СССР                                                                  | Ирина Плотникова СССР                                                     | Роже Мюраро Франция · Александр Целяков СССР        | Ивчо Крушев Болгария · Игорь Ардашев Чехословакия | Виктор Родригес Куба · Давид Бюхнер США              | Кун Сян Тун Китай                              | Ерохин, Сергей (пианист) СССР · Уильям Вольфрам США  |
| 1990           | Борис Березовский СССР                             | Владимир Мищук СССР                                                                  | Кевин Кеннер США · Иохан Шмидт Бельгия · Антон Мордасов СССР              | Рольф Флагге ФРГ · Стивен Прутсман США              |                                                   |                                                      |                                                |                                                      |
| 1994           | Премия не присуждена                               | Николай Луганский Россия                                                             | Вадим Руденко Россия · Пэк Хесун Китай                                    | Александр Гиндин Россия · Чжун Сюй Китай            | Александр Штаркман Россия                         |                                                      |                                                |                                                      |
| 1998           | Денис Мацуев Россия                                | Вадим Руденко Россия                                                                 | Фредерик Кемпф Великобритания                                             | Сергей Тарасов Россия                               | Максим Филиппов Россия                            | Олег Полянский Украина                               |                                                |                                                      |
| 2002           | Аяко Уэхара Япония                                 | Алексей Набиулин Россия                                                              | Цзюй Цзинь Китай · Андрей Поночевный Беларусь                             | Премия не присуждена                                | Дмитрий Онищенко Украина                          |                                                      |                                                |                                                      |
| 2007           | Премия не присуждена                               | Мирослав Култышев Россия                                                             | Александр Лубянцев Россия                                                 | Сергей Соболев Россия · Лим Донхёк Республика Корея | Бенджамин Мозер Германия                          | Федор Амиров Россия                                  |                                                |                                                      |
| 2011           | Даниил Трифонов Россия                             | Сон Йорым Республика Корея                                                           | Чо Сонджин Республика Корея                                               | Александр Романовский Украина                       | Алексей Чернов Россия                             |                                                      |                                                |                                                      |
| 2015           | Дмитрий Маслеев Россия                             | Лукас Генюшас Россия Джордж Ли США                                                   | Даниил Харитонов Россия Сергей Редькин Россия                             | Люка Дебарг · Франция                               |                                                   |                                                      |                                                |                                                      |
| 2019           | Александр Канторов Франция                         | Дмитрий Шишкин Россия Мао Фудзита Япония                                             | Алексей Мельников Россия Константин Емельянов Россия Кеннет Броберг США · | Ань Тяньсю Китай                                    |                                                   |                                                      |                                                |                                                      |
| 2023           | Сергей Давыдченко Россия                           | Джордж Харлионо Великобритания · Валентин Малинин Россия · Станислав Вонг Энджел США | Илья Папоян Россия · Станислав Корчагин Россия                            | Мао Сюаньи Китай · Ё Соа Республика Корея           |                                                   |                                                      |                                                |                                                      |

### Скрипка
| Год проведения | Первая премия                               | Вторая премия                                                 | Третья премия                                                            | Четвёртая премия                          | Пятая премия          | Шестая премия        |
| -------------- | ------------------------------------------- | ------------------------------------------------------------- | ------------------------------------------------------------------------ | ----------------------------------------- | --------------------- | -------------------- |
| 1958           | Валерий Климов СССР                         | Виктор Пикайзен СССР                                          | Штефан Руха Румыния                                                      |                                           |                       | Валентин Жук СССР    |
| 1962           | Борис Гутников СССР                         | Шмуэль Ашкенази Израиль · Ирина Бочкова СССР                  | Нина Бейлина СССР · Ёко Кубо Япония                                      | Альберт Марков СССР                       |                       |                      |
| 1966           | Виктор Третьяков СССР                       | Масуко Усиода Япония · Олег Каган СССР                        | Ёко Сато Япония · Олег Крыса СССР                                        |                                           |                       |                      |
| 1970           | Гидон Кремер СССР                           | Владимир Спиваков СССР · Маюми Фуздикава Япония               | Лиана Исакадзе СССР                                                      | Татьяна Гринденко СССР                    |                       |                      |
| 1974           | Премия не присуждена                        | Юджин Фодор США · Рубен Агаронян СССР · Русудан Гвасалия СССР | Мари Аник Николя Франция · Ваня Милованова Болгария                      |                                           |                       |                      |
| 1978           | Илья Груберт СССР · Элмар Оливейра США      | Михаэла Мартин Румыния · Дилана Дженсон США                   | Ирина Медведева СССР · Александр Винницкий СССР                          |                                           |                       |                      |
| 1982           | Виктория Муллова СССР · Сергей Стадлер СССР | Томоко Като Япония                                            | Стефани Чейс США · Андрес Карденес США                                   |                                           |                       |                      |
| 1986           | Илья Калер СССР · Рафаэль Олег Франция      | Сюэ Вэй Китай · Максим Федотов СССР                           | Джейн Питерс Австралия                                                   |                                           |                       |                      |
| 1990           | Акико Суванаи Япония                        | Евгений Бушков СССР                                           | Алиса Парк США                                                           |                                           |                       |                      |
| 1994           | Премия не присуждена                        | Анастасия Чеботарёва Россия · Дженнифер Ко США                | Граф Муржа Россия · Марко Рицци Италия                                   |                                           |                       |                      |
| 1998           | Николай Саченко Россия                      | Латиса Хонда-Розенберг Германия                               | Ичун Пань Китай                                                          | не присуждена                             | Александр Тростянский |                      |
| 2002           | Премия не присуждена                        | Тамаки Кавакубо Япония · Си Чэнь Китай                        | Татьяна Самуил Россия                                                    | Гайк Казазян Россия                       |                       |                      |
| 2007           | Маюко Камио Япония                          | Никита Борисоглебский Россия                                  | Юкки Мануэла Янке Германия                                               | Юн Соён Республика Корея                  |                       |                      |
| 2011           | Премия не присуждена                        | Сергей Догадин Россия · Итамар Зорман Израиль                 | Ли Джихе Республика Корея                                                | Найджел Армстронг США                     |                       |                      |
| 2015           | Премия не присуждена                        | Цзэнь Юй-Чень Китайская Республика                            | Гайк Казазян Россия · Александра Конунова Молдова · Павел Милюков Россия | Кан, Клара-Джуми Германия                 |                       |                      |
| 2019           | Сергей Догадин Россия                       | Марк Бушков Бельгия                                           | Донгюнь Ким Республика Корея                                             | Айлен Притчин Россия · Маюми Канагава США | Премия не присуждена  | Милан Аль-Ашаб Чехия |
| 2023           | Ким Ке Хи Республика Корея                  | Равиль Ислямов Россия                                         | Ло Чаовэнь Китай · Даниил Коган Россия · Елена Таросян Россия            | Цзян Иин Китай                            |                       |                      |

### Виолончель
| Год проведения | Первая премия                             | Вторая премия                                       | Третья премия                                     | Четвертая премия           | Пятая премия               | Шестая премия                     |
| -------------- | ----------------------------------------- | --------------------------------------------------- | ------------------------------------------------- | -------------------------- | -------------------------- | --------------------------------- |
| 1962           | Наталья Шаховская СССР                    | Лесли Парнас США · Валентин Фейгин СССР             | Наталья Гутман СССР · Михаил Хомицер СССР         |                            |                            |                                   |
| 1966           | Каринэ Георгиан СССР                      | Стефан Кейтс США · Арто Норас Финляндия             | Кэнъитиро Ясуда Япония · Элеонора Тестелец СССР   |                            |                            |                                   |
| 1970           | Давид Герингас СССР                       | Виктория Яглинг СССР                                | Ко Ивасаки Япония                                 |                            |                            |                                   |
| 1974           | Борис Пергаменщиков СССР                  | Иван Монигетти СССР                                 | Хирофуми Канно Япония                             |                            |                            |                                   |
| 1978           | Натаниэль Розен США                       | Мари Фудзивара Япония · Даниэль Вейс Чехословакия   | Александр Князев СССР · Александр Рудин СССР      |                            |                            |                                   |
| 1982           | Антонио Менезес Бразилия                  | Александр Рудин СССР                                | Георг Фауст ФРГ                                   |                            |                            |                                   |
| 1986           | Марио Брунелло Италия · Кирилл Родин СССР | Сурен Багратуни СССР · Мартти Роуси Финляндия       | Сара Сант Амброджио США · Джон Шарп США           |                            |                            |                                   |
| 1990           | Густав Ривиниус ФРГ                       | Франсуаза Гробен Люксембург · Александр Князев СССР | Бьон Цанг США · Тимоти Хью Великобритания         |                            |                            |                                   |
| 1994           | Премия не присуждена                      | Премия не присуждена                                | Премия не присуждена                              |                            |                            |                                   |
| 1998           | Денис Шаповалов Россия                    | Кин Ли Вэй Австралия                                | Борис Андрианов Россия                            |                            |                            |                                   |
| 2002           | Премия не присуждена                      | Йоханнес Мозер Германия                             | Клаудиус Попп Германия · Александр Чаушян Армения |                            |                            | Дмитрий Прокофьев Россия          |
| 2007           | Сергей Антонов Россия                     | Александр Бузлов Россия                             | Иштван Вардаи Венгрия                             |                            |                            |                                   |
| 2011           | Нарек Ахназарян Армения                   | Эдгар Моро Франция                                  | Иван Каризна Беларусь                             |                            |                            |                                   |
| 2015           | Андрей Ионица Румыния                     | Александр Рамм Россия                               | Александр Бузлов Россия                           |                            |                            |                                   |
| 2019           | Златомир Фанг США                         | Сантьяго Каньон-Валенсия Колумбия                   | Анастасия Кобекина Россия                         | Тэгук Мун Республика Корея | Ибай Чен Китай             | Сенья Элина Руммукайнен Финляндия |
| 2023           | Ли Ён Ын Республика Корея                 | Мария Зайцева Россия                                | Пак Сан Хёк Республика Корея                      | Иван Сендецкий Россия      | Ли Дон Ёл Республика Корея | Василий Степанов Россия           |

### Вокал (мужчины)
- 1966 — Владимир Атлантов ( СССР)
- 1970 — Евгений Нестеренко, Николай Огренич (оба —  СССР)
- 1974 — Иван Пономаренко ( СССР)
- 1978 — первая премия не присуждена. Вторую премию поделили Валентин Пивоваров и Никита Сторожев (оба —  СССР)
- 1982 — Паата Бурчуладзе ( СССР)
- 1986 — Григорий Грицюк, Александр Морозов (оба —  СССР)
- 1990 -  Олег Кулько  ( СССР)
- 1990 — Чхве Ханс ( США)
- 1994 — Чен Е Юэн ( Китай)
- 1998 — Бесик Габиташвили ( Грузия)
- 2002 — Михаил Казаков ( Россия)
- 2007 — Александр Цымбалюк ( Украина)
- 2011 — Пак Чон Мин ( Республика Корея)
- 2015 — Ариунбаатар Ганбаатар ( Монголия)
- 2019 — Георгиос Александрос Ставрaкакис ( Греция)
- 2023 — Сон Чи Хун ( Республика Корея)

### Вокал (женщины)
- 1966 — Джейн Марш ( США)
- 1970 — Елена Образцова, Тамара Синявская (обе —  СССР)
- 1974 — первая премия не присуждена. Вторую премию поделили Людмила Сергиенко ( СССР), Сильвия Шаш ( Венгрия), Стефка Евстафьева  Болгария
- 1978 — Людмила Шемчук ( СССР)
- 1982 — Лидия Забиляста ( СССР)
- 1986 — Наталья Ерасова ( СССР)
- 1990 — Дебора Войт ( США)
- 1994 — Хибла Герзмава ( Абхазия; Гран-при). Марина Лапина ( Россия) — первая премия
- 1998 — Миэко Сато ( Япония)
- 2002 — Айталина Афанасьева-Адамова ( Россия)
- 2007 — Альбина Шагимуратова ( Россия)
- 2011 — Со Янсун ( Республика Корея)
- 2015 — Юлия Маточкина ( Россия)
- 2019 — Мария Баракова ( Россия)
- 2023 — Зинаида Царенко ( Россия)

Лауреаты второй премии в случае неприсуждения первой, а также участники, разделившие высшую награду с другим музыкантом, считаются победителями.

### Деревянные духовые инструменты
| Год проведения | Первая премия                | Вторая премия                                              | Третья премия                                                                                               | Четвёртая премия     | Пятая премия            | Шестая премия               | Седьмая премия       | Восьмая премия       |
| -------------- | ---------------------------- | ---------------------------------------------------------- | --- | -------------------- | ----------------------- | --------------------------- | -------------------- | -------------------- |
| 2019           | Матвей Демин (флейта) Россия | Джойди Бланко (флейта) Венесуэла                           | Алессандро Беверари (кларнет) Италия                                                                        |                      |                         |                             |                      |                      |
| 2023           | Софья Виланд (флейта) Россия | Анна Комарова (флейта) Россия · Фёдор Освер (гобой) Россия | Лев Журавский (кларнет) Россия · Аугусто Велио Палумбо (фагот) Италия · Ким Е Сон (флейта) Республика Корея | Премия не присуждена | Нин Юэнин (гобой) Китай | Се Цзунлинь (кларнет) Китай | Премия не присуждена | Премия не присуждена |

### Медные духовые инструменты
| Год проведения | Первая премия                                               | Вторая премия                 | Третья премия                   | Четвёртая премия                 | Пятая премия                     | Шестая премия        | Седьмая премия                                                | Восьмая премия                                                              |
| -------------- | ----------------------------------------------------------- | ----------------------------- | ------------------------------- | -------------------------------- | -------------------------------- | -------------------- | ------------------------------------------------------------- | --------------------------------------------------------------------------- |
| 2019           | Дзен Юн (валторна) Китай · Алексей Лобиков (тромбон) Россия | Фёдор Шагов (туба) Россия     | Феликс Дерво (валторна) Франция |                                  |                                  |                      |                                                               |                                                                             |
| 2023           | Семен Саломатников (труба) Россия                           | Цзинь Чжичэн (валторна) Китай | Премия не присуждена            | Шарль Ределле (валторна) Франция | Вильнур Самигуллин (туба) Россия | Премия не присуждена | Степан Бачевич (труба) Россия · Алексей Иванов (труба) Россия | Всеволод Трухачëв (валторна) Россия · Жасулан Абдыкалыков (труба) Казахстан |